# Jaguar XK140
De Jaguar XK140 is een sportauto gemaakt door Jaguar tussen 1954 en 1957 en was de opvolger van de ontzettend succesvolle Jaguar XK120. Hij is geproduceerd tot 1957, waarna hij vervangen werd door de Jaguar XK150.

## Geschiedenis
De XK140 werd geïntroduceerd eind 1954 en werd vanaf 1955 verkocht. Technisch gezien leek hij erg veel op zijn voorganger, de XK120. Het grootste verschil tussen de twee auto's was het comfort en het rijgemak. Waar bij zijn voorganger vooral gelet was op snelheid, werd bij de XK140 vooral gelet op comfort. Hierdoor werd de auto geschikter voor de Amerikaanse markt.
De motor zit in de XK140 10cm verder naar voren, waardoor er in het interieur van de auto meer beenruimte kwam en ook langere mensen in de auto konden zitten. Ook werd de afwerking van het interieur luxueuzer.
Om het rijgemak nog meer te verbeteren werd de vering verbeterd en kwamen er modernere schokdempers in de auto.
Op motorisch gebied veranderde er niet heel veel: Jaguar bleef gebruikmaken van dezelfde motor als in de XK120 alleen was nu het vermogen gestegen naar 193 PK voor de standaard versie en 213 PK voor de snellere uitvoering (de SE).

## Uitvoeringen
De XK140 was verkrijgbaar in drie carrosserie-uitvoeringen: de roadster (ofwel Open twoseater, OTS), de cabriolet (Drop Head Coupé, DHC) en de coupé (Fixed Head Coupé). Het grote verschil tussen de OTS en de DHC was dat bij de roadster de cabriokap wegklapte achter de stoelen en dat bij de DHC de kap in neergeklapte positie zichtbaar bleef. Ook was de DHC wat luxer dan de OTS en was het niet mogelijk om de voorruit te verwijderen (wat bij de roadster wel het geval was)